# William Dally (veslač)
William Morris Dally, ameriški veslač, * 22. februar 1908, † 30. maj 1996.
Dally je za Združene države Amerike nastopil kot član osmerca na Poletnih olimpijskih igrah 1928 v Amsterdamu. Ameriški čoln je tam osvojil zlato medaljo.